# Guárico
Guárico is een van de 23 deelstaten van Venezuela. Het heeft een oppervlakte van bijna 65.000 km² en kent 747.739 inwoners (2011). De hoofdstad van de deelstaat is de stad San Juan de los Morros.

## Gemeenten
Guárico is verdeeld over vijftien gemeenten:
| Nr. | Gemeente                 | Inwoners | Hoofdplaats            | Inwoners |
| --- | ------------------------ | -------- | ---------------------- | -------- |
| 1   | Camaguán                 | 69.848   | Camaguán               | 29.848   |
| 2   | Chaguaramas              | 18.185   | Chaguaramas            | 18.185   |
| 3   | El Socorro               | 19.189   | El Socorro             | 19.189   |
| 4   | Francisco de Miranda     | 161.492  | Calabozo               | 161.492  |
| 5   | José Félix Ribas         | 50.387   | Tucupido               | -        |
| 6   | José Tadeo Monagas       | 86.756   | Altagracia de Orituco  | 68.295   |
| 7   | Juan Germán Roscio       | 139.791  | San Juan de los Morros | 130.459  |
| 8   | Julián Mellado           | 32.803   | El Sombrero            | 25.883   |
| 9   | Las Mercedes             | 33.025   | Las Mercedes           | -        |
| 10  | Leonardo Infante         | 150.490  | Valle de la Pascua     | 120.490  |
| 11  | Ortiz                    | 26.723   | Ortiz                  | -        |
| 12  | Pedro Zaraza             | 95.642   | Zaraza                 | 92.027   |
| 13  | San Gerónimo de Guayabal | 25.888   | Guayabal               | 11.000   |
| 14  | San José de Guaribe      | 11.426   | San José de Guaribe    | -        |
| 15  | Santa María de Ipire     | 12.499   | Santa María de Ipire   | -        |

| Detailkaart                                                                                            |
| --- |
| Anzoátegui Apure Aragua Barinas Bolívar Carabobo Coje- des Miranda 1 2 3 4 5 6 7 8 9 10 11 12 13 14 15 |
| Gemeenten                                                                                              |